# 'O presepio
 'O presepio, pubblicato nel 1976 su 33 giri (ZSLPR 55913), Stereo8 (Z8PR 55913) e Musicassetta (ZKPR 55913), è un album discografico del cantante Mario Trevi.

## Il disco
L'album è una raccolta di brani di Mario Trevi, alcuni già incisi su 45 giri, altri inediti, per la casa discografica Presence con distribuzione della RCA Italiana. L'album contiene brani appartenenti ai generi musicali di giacca e di cronaca, ritornati in voga a Napoli negli anni settanta, che riporteranno in voga il genere teatrale della sceneggiata. La direzione degli arrangiamenti è del M° Tony Iglio.

## Tracce
1. 'O presepio (Moxedano-Iglio)
2. Vattenne ca te voglio (Moxedano-Iglio)
3. 'O telegiornale (Moxedano-Iglio)
4. Vocca 'e fuoco (Palumbo-Iglio)
5. 'A tragedia (Moxedano-Iglio)
6. Delitto a pagamento (Esposito-Iglio)
7. Maria Maddalena (Ricci-Iglio)
8. Appuntamento 'e morte (Moxedano-Iglio)
9. Gennarino carta 'e tre  (Ianni-Moxedano-Iglio)
10. Serpe nera (Riccardi-Siciliano-Iglio)
11. Banditi a Napoli (Esposito-Iglio)
12. 'O 'mpuosto (Aperuta-Sorrentino)